# Pók hadművelet
A Pók hadművelet (szerbhorvátul: Operacija Pauk/Операција Паук) katonai műveletek sorozata volt Bosznia északnyugati részén, amely 1994 novemberében kezdődött és 1995 nyaráig tartott.A Boszniai Szerb Köztársaság és a Szerb Krajinai Köztársaság közös erőfeszítése volt a Nyugat-Bosznia Autonóm Tartomány (APZB) területének visszaszerzése, amely a szerbek kulcsfontosságú szövetségese volt. Az offenzívát Franko Simatović  és Jovica Stanišić irányította. A boszniai kormánycsapatok még 1994. nyarán cselvetéssel rohanták le és foglalták el a területet. A Pók hadművelet szerb győzelemmel végződött, és Nyugat-Bosznia Autonóm Tartománya fennmaradt egészen kulcsfontosságú szövetségese, a Krajinai Szerb Köztársaság bukásáig, majd a háború befejezéséig.

## Háttér
A Bosznia-Hercegovinai Köztársaság Hadserege (ARBiH) 5. hadteste Atif Dudaković bosnyák tábornok és Hamdija Abdić vezetésével 1994. augusztus 21-én offenzívát hajtott végre Nyugat-Bosznia Autonóm Tartományban, és teljesen lerohanta az egész tartományt. Az offenzíva során körülbelül 40 000, Fikret Abdićhoz hű muszlim menekült a Krajina Szerb Köztársaságba. Fikret Abdić, az APZB volt elnöke Horvátországba (Szerb Krajina) menekült, ahol tartománya felszabadításáig és helyreállításáig tartózkodott.

## Előzmények
1994. szeptember 27-én a Krajnai Szerb Köztársaság hadserege (SVK) és a Boszniai Szerb Köztársaság hadserege (VRS) megtámadta és megszállta a Bosznia-Hercegovinai Köztársaság egy kis részét. Krajina délről, a Boszniai Szerb Köztársaság pedig délkelet felől támadott. Október 2-án csapataik találkoztak és folytatták az inváziót, de a későbbi napokon (például október 7-én és 11-én) alig haladtak előre. Céljuk Bihács elfoglalása és az APZB felszabadítása volt. A szerb seregek tovább nyomultak és folyamatosan haladtak előre egészen 1994. november 3-ig, amikor az ARBiH 5. hadtest erői megállították és visszaszorították őket. Közben az 5. hadtest dél felé haladt, hogy megsemmisítse a szerb krajinai hadsereget és felszabadítsa az APZB-t. Csapataik visszaszorították a szerbeket Bihács külvárosából Kulen Vakuf falu alá.

## A hadművelet
Mivel a VRS és az SVK a támadásra készen állt, a VRS megkapta a jelet a hadművelet megkezdésére. Az 1. Krajinai hadtest megtámadta Kulen Vakuf falut. Érkezésükkor nem találkoztak az ARBiH ellenállásával, mivel az 5. hadtest éppen visszavonult a faluból. Az 1. Krajnai hadtest dél felől támadta az 5. hadtestet, elfoglalva Ćukovi, Lipa, Gorjevac, Lohovo, Ripač, Lohovska Brda, Golubac, Pritoka, Grabež, Račić, Grmuša, Drenovo Tijesno és Ostrožnica falvakat. A tartalék erők nyugatról segítettek a támadásban, és előrenyomultak, hogy kiszorítsák az 5. hadtestet, elfoglalva Vedro Polje, Zegar, Sokolac, Mali Skočaj, Zavalje, Međudražje, Veliki Skočaj falvakat és a Debeljaca-hegyet. Nyugaton a 15. Likai hadtest megtámadta és elfoglalta Bugar falut, északról pedig a 21. Korduni hadtest lendült támadásba Velika Kladusa városának felszabadítására és az APZB helyreállítására. Elfoglalták Velika Kladusát, Bosanska Bojnát és Šmrekovacot fogták el, és vissza tudták állítani az APZB-t.

## Következmények
A hadművelet következtében az 5. hadtestet a Szerb Krajina Köztársaság és a Boszniai Szerb Köztársaság hadseregei körülzárták. Ez a bekerítés egészen a Vihar hadműveletig folytatódott, amikor a Krajinai Szerb Köztársaság – az APZB kulcsfontosságú szövetségese – 1995 augusztusában a horvát hadseregtől döntő vereséget szenvedett, ami óriási fordulópontot jelentett a boszniai háborúban és a horvátországi háborúban. Az APZB-nek nem volt ereje felvenni a harcot a bosnyákokkal, és egy nap alatt teljesen lerohanta az 5. hadtest, Velika Kladusát pedig a Vihar hadművelet 1995. augusztus 7-i befejezésekor foglalták el. A Pók hadművelet és a Vihar hadművelet során sok település, amelyek többsége a konfliktus frontvonalán volt örökre megsemmisült és kihalt. A területen körülbelül 8 romos település található: 3 Bihács mellett, 1–2 Velika Kladuša mellett, 2–3 pedig a terület középső részén.

## Fordítás
- Ez a szócikk részben vagy egészben  az   Operation Spider című angol Wikipédia-szócikk ezen változatának fordításán alapul.  Az eredeti cikk szerkesztőit annak laptörténete sorolja fel. Ez a jelzés csupán a megfogalmazás eredetét és a szerzői jogokat jelzi, nem szolgál a cikkben szereplő információk forrásmegjelöléseként.